# Władysław Parafiniuk
Władysław Parafiniuk (ur. 1929, zm. 26 czerwca 2018) – polski specjalista z zakresu anatomii patologicznej, prof. dr hab. n. med.

## Życiorys
Odbył studia w Pomorskiej Akademii Medycznej w Szczecinie, natomiast w 1962 uzyskał doktorat, a w 1968 habilitację. W 1986 nadano mu tytuł naukowy profesora w zakresie nauk medycznych. Pracował w Katedrze i Zakładzie Patologii Ogólnej na Wydziale Lekarskim Pomorskiej Akademii Medycznej w Szczecinie.
Od 1987 do 1993 piastował funkcję dziekana na II Wydziale Lekarskim z Oddziałem Stomatologii i Studium Kształcenia Podyplomowego PAM.
Zmarł 26 czerwca 2018.

## Odznaczenia
- Krzyż Kawalerski Orderu Odrodzenia Polski[1][2]
- Złoty Krzyż Zasługi[1][2]